# 251 aC
El 251 aC va ser un any del calendari romà prejulià. Durant la República i l'Imperi Romà, era conegut com a any del consolat de Metel i Pàcil (o també any 503 ab urbe condita). L'ús del nom «251 aC» per referir-se a aquest any es remunta a l'alta edat mitjana, quan el sistema Anno Domini va ser el mètode de numeració dels anys més comú a Europa.

## Esdeveniments

### Grècia
- Pasees, el tirà de la ciutat estat de Sició, és assassinat per Nicocles, amb l'aquiescència del rei macedoni Antígon II. Nicocles es converteix en tirà de Sició durant només quatre mesos, període en què envia a l'exili una vuitantena de ciutadans. Un grup d'exiliats, encapçalat per un jove noble, Arat assalten la ciutat de nit i calen foc al palau del tirà, però Nicocles pot escapar per un passadís subterrani.[2]
- Arat demana als exiliats per Nicocles que tornin a Sició, cosa que causa confusió i divisió a la ciutat. Tement que Antígon II vulgui explotar la dissidència interna per atacar la ciutat, Arat uneix Sició a la Lliga Aquea. Arat obté suport econòmic del rei egipci Ptolemeu II Filadelf perquè la Lliga es pugui defensar de Macedònia.[3]

La Primera Guerra Púnica a Sicília. El número 3 marca l'illa de Lipari, el 5 Solunt, Ieta i Petra, el 6 Tíndaris i el 7 Kephaloidion i Panorm (Palerm)

### Roma
- Aquest any són elegits cònsols Luci Cecili Metel i Gai Furi Pàcil.[4]
- En el curs de la Primera Guerra Púnica, el Senat envia als dos cònsols a Sicília per oposar-se a Hasdrúbal, el general cartaginès. Els legionaris s'alarmen en veure els elefants cartaginesos i no gosen atacar l'enemic. Metel i el seu col·lega es mantenen inactius durant molt de temps. Finalment, quan Furi Pàcil retorna a Itàlia amb una part de les forces, Hasdrúbal aprofita per atacar Panorm, però Metel el derrota en la batalla de Panorm on captura els elefants i causa nombroses baixes als cartaginesos. Els elefants capturats els exhibeix Metel en el seu triomf a Roma.[5][6][7][8]
- Amb la captura de Panorm, la major part de la Sicília occidental cau també. Les ciutats de Ieta, Solunt, Petra i Tíndaris signen tractats de pau amb els romans en el decurs d'un any. Aquesta desfeta marca la fi de la important campanya militar cartaginesa a Sicília.[9]
- Marc Atili Règul, a qui els cartaginesos havien fet presoner cinc anys abans (255 aC) és alliberat per negociar la pau amb els romans. Arribat a Roma desaconsella al Senat la signatura de la pau i torna a Cartago, on és torturar i mort.[10][11]

## Necrològiques
- Pasees, tirà de la ciutat de Sició, a mans de Nicocles, que es fa amb la tirania.[12]
- Zhaoxiang, rei de Qin.[13]